# Bulbophyllum geraense
Bulbophyllum geraense là một loài phong lan thuộc chi Bulbophyllum.